# Brachythecium rotaeanum
Brachythecium rotaeanum là một loài Rêu trong họ Brachytheciaceae. Loài này được De Not. mô tả khoa học đầu tiên năm 1867.